# Williamsburg (Iowa)
Williamsburg es una ciudad ubicada en el condado de Iowa en el estado estadounidense de Iowa. En el Censo de 2010 tenía una población de 3068 habitantes y una densidad poblacional de 316,22 personas por km².

## Geografía
Williamsburg se encuentra ubicada en las coordenadas 41°40′8″N 92°0′48″O / 41.66889, -92.01333. Según la Oficina del Censo de los Estados Unidos, Williamsburg tiene una superficie total de 9.7 km², de la cual 9.68 km² corresponden a tierra firme y (0.21%) 0.02 km² es agua.

## Demografía
Según el censo de 2010, había 3068 personas residiendo en Williamsburg. La densidad de población era de 316,22 hab./km². De los 3068 habitantes, Williamsburg estaba compuesto por el 98.31% blancos, el 0.16% eran afroamericanos, el 0.03% eran amerindios, el 0.29% eran asiáticos, el 0.03% eran isleños del Pacífico, el 0.33% eran de otras razas y el 0.85% pertenecían a dos o más razas. Del total de la población el 1.47% eran hispanos o latinos de cualquier raza.